# Eugénie Cense
Eugénie Cense, également connue sous le nom d'Eugénie Ferter-Cense (1879, Saint-Judoce- 1955, Saint-Brieuc), est une espérantiste française.

## Biographie
Eugénie Françoise Cense est née le 9 avril 1879 à Saint-Judoce (au sud de Dinan). Son père Jean est laboureur ; sa mère Françoise Rébillard est ménagère. Le couple a au moins 4 enfants. Entre 1884 et 1888, ses parents meurent, ainsi que son grand-père maternel qui vivait avec eux.
Au début des années 1900, elle habite à Paris. Elle y a sans doute rejoint sa sœur aînée Marie Joseph Françoise, qui se marie le même jour qu'elle et est domiciliée à la même adresse. Eugénie Cense se marie le 29 janvier 1910 dans le 18e arrondissement de Paris avec René Isidore Jules Ferter, également espérantiste. Elle est dite "employée rue Constance". Gabriel Chavet est témoin de mariage des deux sœurs. Le couple Cense-Ferter divorce en 1918,.
Peu d'informations existent sur sa scolarité : elle aurait fréquenté des cours de l'université de Paris. En 1922, elle est dite élève des cours de slave de l'école des langues orientales.
Entre 1919 et 1923 au moins, elle est domiciliée 93 rue Lepic à Paris,. Elle réside en Pologne dans les années 1920 et jusqu'en 1937 au moins.
Domiciliée à la fin de sa vie à Langueux (lieu-dit Coquinet), Eugénie Cense meurt à l'hôpital de Saint-Brieuc le 14 mars 1955.

## Carrière

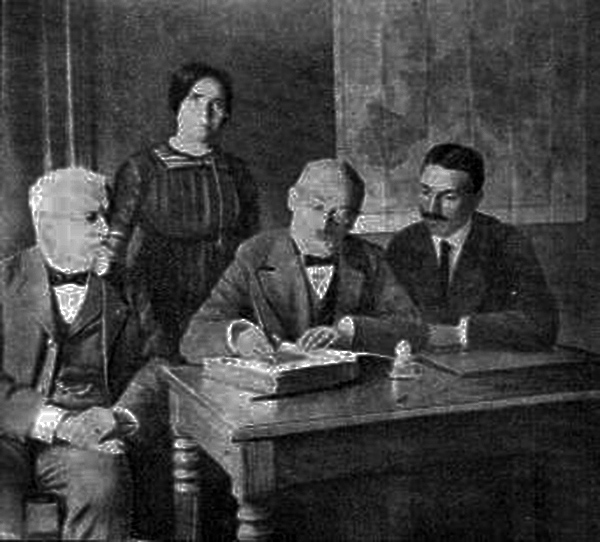
Visite de Louis-Lazare Zamenhof à Paris en 1913. Eugénie Cense est debout derrière le fondateur de l'espéranto qui signe un livre d'or.

Initialement membre du mouvement volapükiste, Eugénie Cense fait partie des pionniers du mouvement espérantiste français à partir de 1901,. Elle est proche d'Hippolyte Sebert (voire sa secrétaire), l'un des dirigeants du mouvement. En 1908, elle est employée de l'Office central espérantiste situé 51 rue de Clichy. Elle y dispense des cours d'espéranto. Eugénie Cense est présente le 15 août 1913 lors de la visite à Paris de Louis-Lazare Zamenhof, fondateur de l'espéranto. En 1922, elle est secrétaire de la Société des amis de l'espéranto (dont le siège est situé à son domicile rue Lepic).
Eugénie Cense participe activement aux actions culturelles espérantistes à Paris, jouant régulièrement dans des pièces de théâtre,, ou déclamant de la poésie. La qualité de sa prononciation de l'espéranto est souvent félicitée dans le bulletin Paris-Espéranto,. Un enregistrement de sa voix déclamant un poème de Louis Lazare Zamenhof est écoutable sur Gallica.
En 1919, Eugénie Cense fait partie des personnes fondatrices de la librairie centrale espérantiste, aux côtés d'Hippolyte Sebert, Gabrielle Gérard, Ernest Archdeacon, Gabriel Chavet, Albert Dauphin et Paul Durand. Elle est élue membre de la Société de linguistique de Paris en mars 1922, parrainée par les professeurs Léon Beaulieux et Paul Boyer.
Eugénie Cense entretient de nombreux liens avec le mouvement espérantiste européen. Les instances françaises la délèguent à plusieurs reprises pour les congrès et réunions internationales : Bruxelles (1910 et 1913) ou encore La Haye (1920).
Pendant la Première Guerre mondiale, elle travaille pour la Croix-Rouge. Ses liens avec les espérantistes allemands lui auraient valu d'être surveillée par la police,,.
Elle effectue de nombreux séjours en Pologne, avant la Première Guerre mondiale, puis de nouveau après. Dans les années 1920, elle y réside, dispensant des cours hebdomadaires d'espéranto auprès de la Société académique polonaise d'espéranto fondée en août 1924,. Elle habite au moins jusqu'en 1937 en Pologne, participant activement à la vie espérantiste.
Eugénie Cense se voit décerner une étoile d'or pour ses actions de promotion de la langue lors du 29e congrès international espérantiste en 1937.

## Ouvrages et traductions
- Dette fatale, traduction d'un roman spiritualiste de Lionel Dalsace, Paris, Presses Société Espérantiste, 1910.
- Annuaire mondial de l'espéranto (années 1912, 1913 et 1914), édité avec Hippolyte Sebert et Gabriel Chavet
- Ora libro de la esperanto-movado [Livre d'or du mouvement espérantiste] 1887-1937, édité avec Vilmos Bleier, Varsovie 1937.
- Bretonlando [Bretagne], in The Esperanto Monthly (septembre 1919), consultable sur Wikisource